# Герб Кировского района (Калужская область)
Герб муниципального образования «город Ки́ров и Ки́ровский район» Калужской области Российской Федерации.
Герб утверждён решением № 355 Городской Думы муниципального образования «Город Киров и Кировский район» 29 июля 2004 года.
Герб внесён в Государственный геральдический регистр Российской Федерации с присвоением регистрационного номера № 1524.

## Описание герба
«В зелёном поле — повышенный волнистый вилообразный крест, сопровождённый по сторонам доменной печью с двумя топками и выходящим вверху пламенем, и кувшином с крышкой; все фигуры серебряные».

## Символика герба
Герб муниципального образования «город Киров и Кировский район» отражает географические, исторические и экономические особенности территории.
Геральдической фигурой — вилообразным крестом обозначено слияние двух рек: Болвы и Неручь.
Доменная печь и кувшин символизируют основные Кировские промышленные производства. Печь указывает на металлургию, которая развивается в городе с самого его появления — Киров был основан в 1744 году как посёлок при металлургическом Песоченском заводе.
Кувшин указывает на фарфоровую и фаянсовую продукцию, производимую в городе с XIX столетия.
Зелёный цвет в геральдике — символ, природы, надежды, сельского хозяйства, здоровья.
Белый (серебро) — символ искренности, мира, взаимопонимания, безупречности. 

## История герба
Герб Кирова и Кировского района был разработан при содействии Союза геральдистов России.
Авторы герба: идея — Е. Челноков (Киров), Г. Блохина (Киров), В. Шилов (Киров); доработка герба — Константин Мочёнов (Химки); обоснование символики — Кирилл Переходенко (Конаково); компьютерный дизайн — Оксана Афанасьева (Москва).